# INSAS

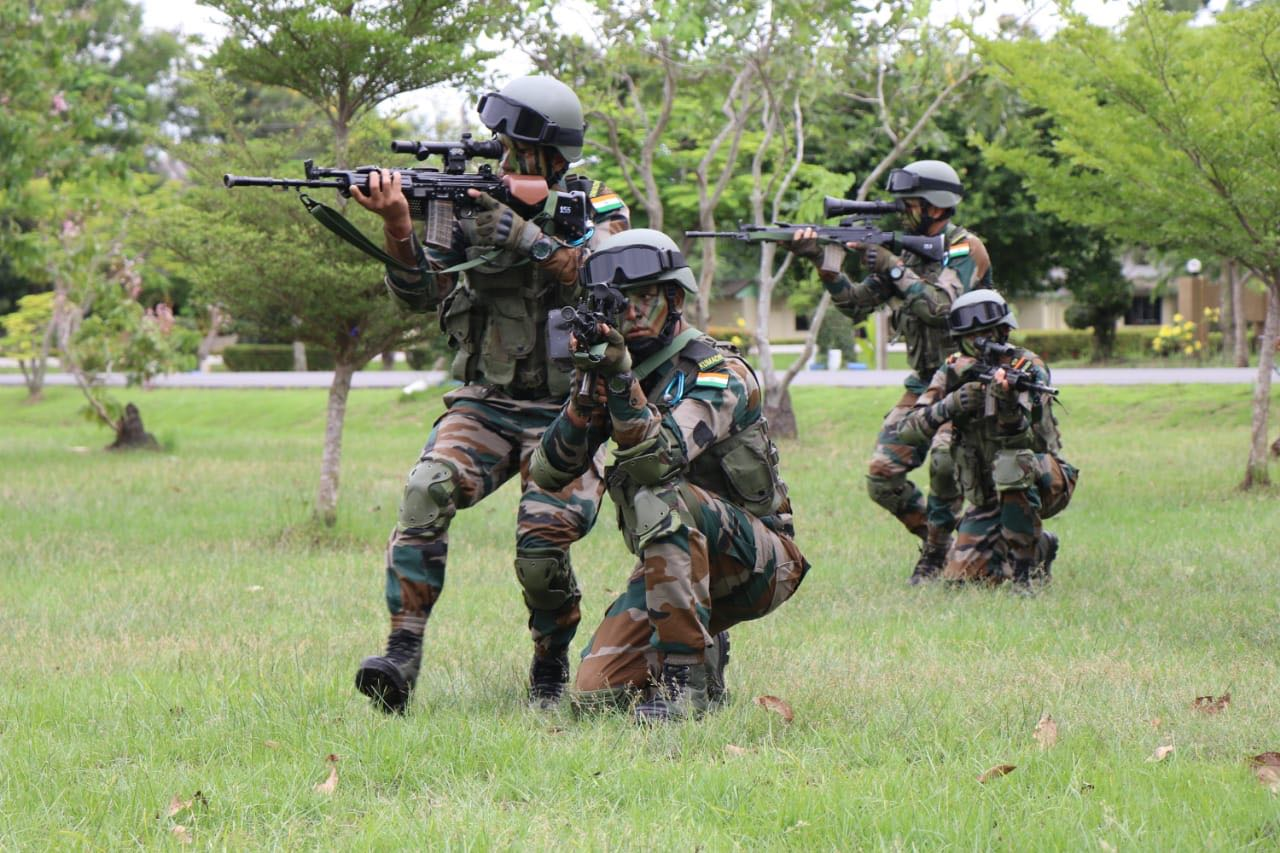
Солдати збройних сил Індії на тренуванні з гвинтівками INSAS

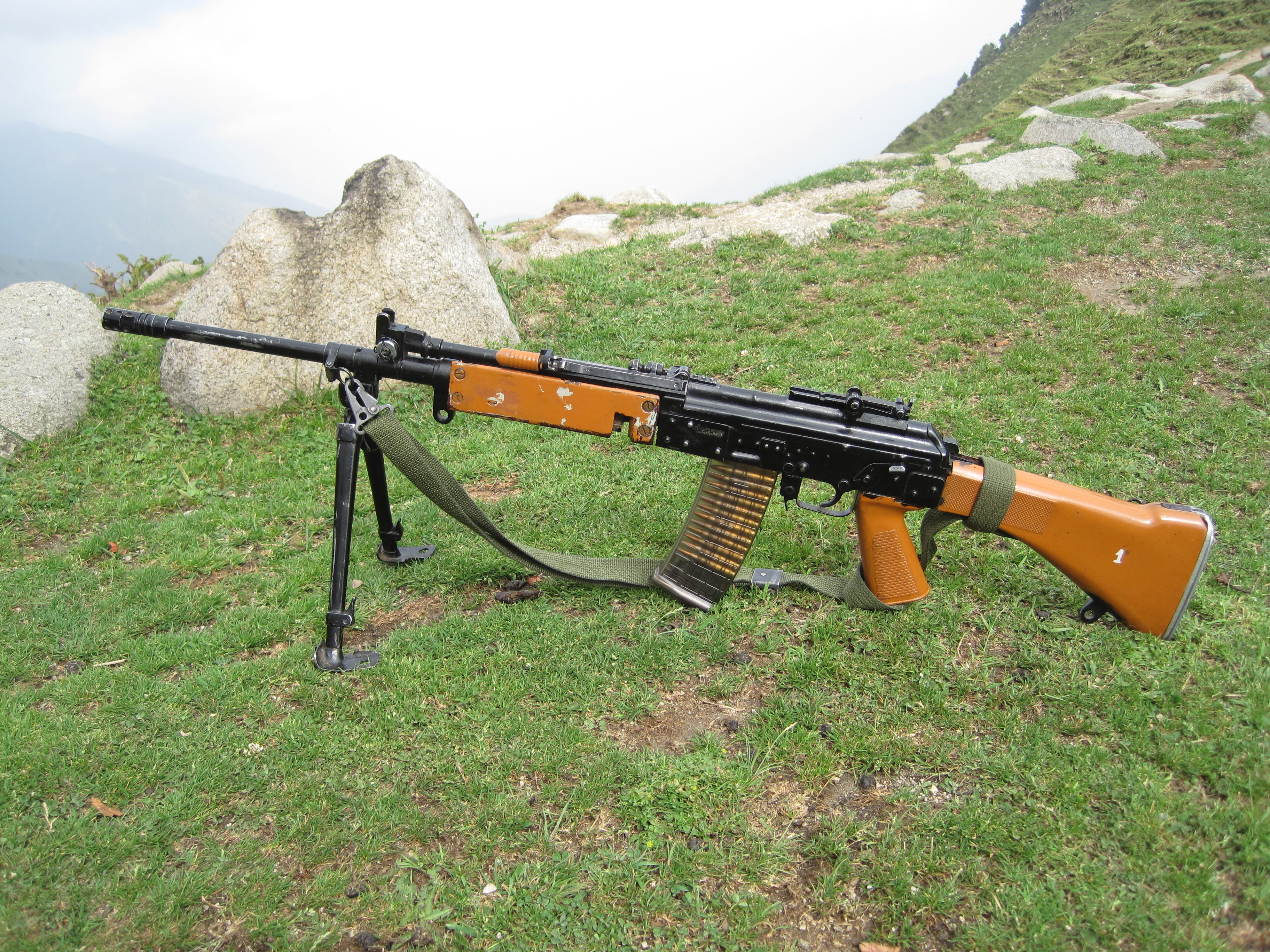
INSAS LMG

INSAS (англ. Indian National Small Arms System — індійська національна система стрілецької зброї) — система стрілецької зброї, що знаходиться на озброєнні Індії з 1998 року. Спочатку система повинна була складатися з автомата, укороченого автомата та легкого ручного кулемету, проте зараз виробляються лише автомати.

## Історія
Розробка автомата INSAS розпочалася в середині 1980-х років, коли генеральний штаб індійської армії оприлюднив вимоги щодо нового автомата для заміни ліцензованої копії самозарядних гвинтівок L1A1 місцевого виробництва, які армія використовувала з 1961 року. Новий автомат був розроблений під патрон 5,56×45 мм НАТО на відміну від гвинтівки L1A1 SLR, яка мала патрон 7,62×51 мм НАТО. Після вивчення ряду конструкцій Науково-дослідна установа озброєння (ARDE) у Пуне взялася за проектування та розробку першого індійського автомата. Розробка та випробування нової гвинтівки INSAS були завершені до 1989 року і вже у 1990 році автомат було прийнято на обзроєння. Вперше зброя була застосована у Каргільському конфлікті.

## Опис зброї
Зброя розроблена на основі конструкції автомата Калашникова, від якої запозичено ряд елементів: штампована ствольна коробка з сталі, вузол замикання з поворотним затвором та механізм відведення порохових газів. Було введено запозичений у FN FAL газовий регулятор, що дозволяє повністю перекривати газовідвідний тракт для стрільби гвинтівковими гранатами. Цівка має конструктивну подібність із цівкою М-16. Ударно-спусковий механізм дає можливість вести вогонь одиночними пострілами та чергами по 3 патрони. Перемикач режимів вогню розташований над спусковою скобою з лівого боку ствольної коробки. Канал ствола хромований, ствол оснащений полум'ягасником. Складна рукоятка затвора знаходиться ліворуч на газовідвідному блоці і не пов'язана жорстко із групою затвора. Магазини коробчасті, перші випущені автомати комплектувалися металевими магазинами, але надалі стандартним став магазин з корпусом із прозорої пластмаси. Прицільні пристрої складаються з мушки, розміщеної на газовідвідному блоці і перекидного діоптричного цілика, що знаходиться на задній стороні ствольної коробки. На кришку ствольної коробки можливе встановлення оптичного або нічного прицілу. Можливе встановлення штик-ножа або підствольного гранатомета.

## Варіанти

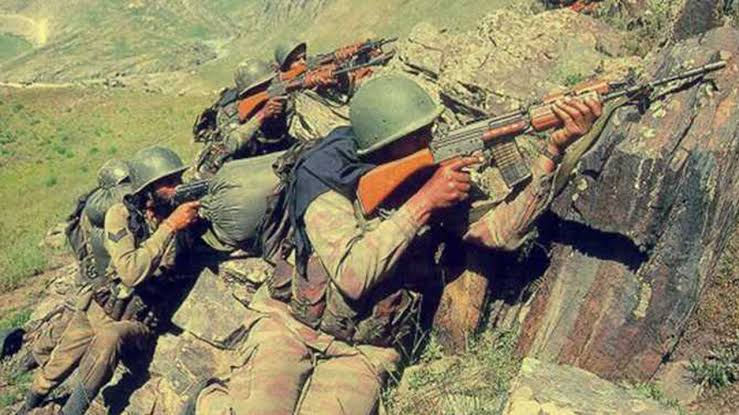
Індійські солдати під час Каргільського конфлікту

- INSAS Standard Rifle — це автомат, який працює за принципом відведення порохових газів. Режими вогню — одиночний та черга по 3 постріли. Використовує боєприпаси стандарту НАТО 5,56×45 мм SS109 і M193. Використовує магазини на 20 патронів. Поставляється з багнетом. Має точку для кріплення підствольного гранатомета ARDE 40 мм, а також газоблок для пуску гранат і прицільні пристосування для гранат. Полум'ягасник має адаптер для холостого стрільби. Також є версія із складним прикладом. Пізніше був представлений варіант INSAS AR з фурнітурою чорного кольору та повністю автоматичним режимом стрільби.
- INSAS LMG — легкий кулемет, відрізняється від стандартної гвинтівки більшою дальністю стрільби (700 м, порівняно з 400 м у INSAS Standard/AR). Має довший і важчий ствол зі зміненими нарізами та сошки. Версія LMG використовує магазини на 30 патронів, також приймає магазин INSAS AR на 20 патронів. Цей варіант має одиночний та автоматичний режими стрільби. Також є версія із складним прикладом. В майбутньому INSAS LMG буде замінений на IWI Negev Ng7.
- INSAS Excalibur — це штурмова гвинтівка, яка походить від гвинтівки INSAS. Гвинтівка має багато вдосконалень порівняно з гвинтівкою INSAS і мала би замінити INSAS як стандартну штурмову гвинтівку індійської армії; однак індійська армія виставила заміну на тендер у вересні 2016 року. Багато поліцейських сил закупили варіанти Екскалібура в обмеженій кількості.
- Kalantak та Amogh — Мікроштурмова гвинтівка «Калантак» із дальністю стрільби 300 м призначена для ближнього бою та захисту особового складу. Карабін Amogh із дальністю стрільби 200 м був спеціально розроблений для ведення бою на близькій відстані.
- Bullpup — Підполковник Прасад Бансод розробив варіант гвинтівки у компоновці булпап. Повідомляється, що він зробив це у вільний час. Цей прототип гвинтівки був показаний на виставці, але так і не був затверджений.

## Країни-експлуатанти
- Індія: автомати та кулемети знаходяться на озброєнні армії Індії, автомати також використовуються індійською поліцією і центральними збройними поліцейськими силами.[2][3][4]
- Непал: непальська армія отримала близько 26 000 гвинтівок з 2001 року, поставлених за 70% субсидій з Індії. Станом на 20 липня 2020 року непальська армія передала 600 гвинтівок INSAS Збройним силам поліції Непалу.[5]
- Бутан: використовується королівською армією Бутану.[6]

- Оман: знаходиться на озброєнні збройних сил Оману.[7]